# Прва инаугурација председника Била Клинтона
Прва инаугурација Била Клинтона као 42. председника Сједињених Држава одржана је у среду, 20. јануара 1993. године, на западном фронту Капитола Сједињених Држава у Вашингтону. Била је то 52. инаугурација и обележила је почетак првог мандата Била Клинтона као председника и Ал Гора као потпредседника. Са 46 година, 154 дана у време своје прве инаугурације,Клинтон је била трећа најмлађа особа која је постала председник и прва из генерације Беби бум.